# Gustave de Molinari

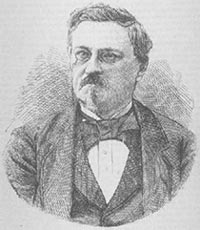
Gustave de Molinari

Gustave Henri de Molinari (Luik, 3 maart 1819 - Adinkerke, 28 januari 1912) was een Belgisch econoom en de grondlegger van het anarcho-kapitalisme. Hij behoorde tot wat we momenteel de economische School van Parijs noemen; een groep Franse, liberale economen die zich in de jaren 1820-1880 schaarden rond de werken van Jean-Baptiste Say en Destutt de Tracy. Andere vooraanstaande leden van de School van Parijs waren Frédéric Bastiat, Charles Dunoyer en Frédéric Passy.

## Leven
In 1844 vertrok de Molinari naar Parijs. Veel is er niet geweten over de periode die aan het vertrek voorafging. Yves Guyot schreef in zijn lijkrede dat de Molinari zich in Antwerpen bevond tijdens de Belgische Revolutie. Als elfjarige zou hij het bombardement van generaal Chassé persoonlijk ervaren hebben – mogelijks omdat zijn vader een orangistische spion was. Daarnaast zou de Molinari school gelopen hebben in het College te Verviers waar hij gepassioneerd werd door politieke economie.

### Journalist in Parijs
Met een artikel over de technologische vooruitgang van de trein in le Courrier français begon de Molinari zijn journalistieke carrière in 1844. Vooraf had hij – naar eigen schrijven – enkele kleine bijdragen geschreven in verscheidene kranten en naslagwerken. Het vormde het begin van een goedgevulde carrière waarvan de precieze omvang niet te beschrijven valt. Het Institut Coppet probeerde op basis van de Molinari’s Ultima Verba (1912) een opsomming te maken van alle artikels, boeken en essays die uit de pen van de Molinari vloeiden. Ze kwamen uit bij 297 stukken. Maar het werkelijke getal moet enkele malen verdubbeld worden aangezien de bijdragen in zijn eigen krant l’Économiste belge en zijn Russische artikels hierin niet vermeld werden. In Frankrijk genoot de Molinari aanzien als hoofdredacteur van Le Journal des Débats (1871-1876) en later, na het overlijden van zijn vriend Joseph Garnier, als hoofdredacteur van Le Journal des Économistes (1881-1909).

### L’Économiste belge
Na zijn gekozen verbanning uit Frankrijk naar aanleiding van de staatsgreep van Louis-Napoléon Bonaparte in 1851, kwam de Molinari terug in België terecht. Nadat hij samen met Charles de Brouckère, Jean Arrivabene en Charles le Hardy de Beaulieu de – nog steeds bestaande – Société d’économie politique stichtte, richtte hij in 1856 zijn eigen krant op: l’Économiste belge. De schrijversequipe bestond uit dezelfde mensen die de Société d’économie politique hadden opgericht. Ook vooraanstaande schrijvers uit de Franse en Engelse vrijhandelswereld, onder wie Frédéric Passy en Richard Cobden, schreven voor L’Économiste belge. Het doel van deze krant was al snel duidelijk: het ‘optimaliseren’ van de overheid door deze te ontmantelen en de taken uit te besteden aan de vrije markt.
Dit laatste punt moet echter genuanceerd worden. In de verkleining van de overheid neemt de Molinari eerder een minarchistisch standpunt in dat minder ver gaat dan wat hij in De la production de la sécurité, Les Soirées dans la Rue Saint-Lazare en zijn Cours d’économie politique schrijft. In L’Économiste belge schreef hij nergens dat rechtspraak volledig geprivatiseerd kan worden. De reden hiervoor is onduidelijk en de Molinari zelf geeft geen reden voor deze omschakeling. Historicus Maarten Van Dijck heeft twee vermoedens. Allereerst is het mogelijk dat de Molinari zijn punt nuanceerde nadat de Parijse School (Bastiat, Coquelin, Dunoyer,...) in de Société d’Economie Politique zijn ideeën afdeed als te verregaand. Deze verklaring is weinig bevredigend aangezien de Molinari in andere monografieën (waaronder de voornoemde Cours d’économie politique uit 1855) zijn anarcho-kapitalistische ideeën wél bleef verdedigen. Ten tweede is het mogelijk dat de Molinari zijn ideeën aanpaste aan zijn doelgroep. De Belgische liberale elite stond/staat afkerig tegen de anarcho-kapitalistische ideeën van de Molinari en het is mogelijk dat hij repercussies vreesde (zoals later zou blijken). Wij volgen deze tweede redenering aangezien deze nuances ook te zien zijn in zijn Russische artikels voor de krant Roesski Vestnik, waar hij genuanceerd en gecensureerd schreef. Terwijl zijn Russische vrienden vooruitstrevend waren, naar Russische, post-despotische maatstaven, zouden zijn plannen voor privatisering van het recht er geen grond vinden. Verder wist de Molinari dat zijn lezerspubliek eerder tot het kamp van de gematigde liberalen behoorde. In een brief aan de collectivistische anarchist Pierre-Joseph Proudhon schreef hij:
“Voulez-vous me donner pour la prochain n° de L’Économiste [belge] un fragment de votre brochure [...] en choisissant ce qui peut aller le mieux au tempérament généralement modéré de mes lecteurs?"
Toch betekende deze minarchistische aanpak niet dat de Molinari geen controverse kon uitlokken, zelfs bij eigen journalisten die een politieke functie bekleedden. In 1856 schreef de Molinari een artikel over kredietbanken en verweet hij dat er in dit project geld verspild werd aan luie politici. Kwaad nam Charles de Brouckère zijn pen op. De Brouckère was een trouwe journalist bij l’Économiste belge die schreef onder het pseudoniem C.D.B. Daarnaast was hij burgemeester van Brussel. De Brouckère verweet de Molinari dat hij “une accusation monstreuse” maakte. Victor Brants vatte de houding van De Brouckère als volgt samen: “l’économiste devait être mis en demeure de faire de la politique pratique, en qualité de bourgmestre de Bruxelles”. Het was niet de laatste keer dat de meer gematigde de Brouckère (en de Liberale Partij in België in het algemeen) een pennenstrijd leverde met de Molinari.

### Politieke ambitie
In zijn recensie uit 1864 van de Molinari’s Cours d’économie politique, beschreef Lord Acton de troebele verhouding tussen de econoom en de Belgische Liberale Partij:
“[In] 1848, he returned to his own country, and finished his course of political economy at the Musée d’Industrie of Brussels, where, we believe, he has not been altogether well treated by the Liberal ministry. This gives a personal significance to his protest against the nomenclature of the two parties, which falsely implies that the one comprises all that is religious, and the other all that loves liberty, in Belgium.” 

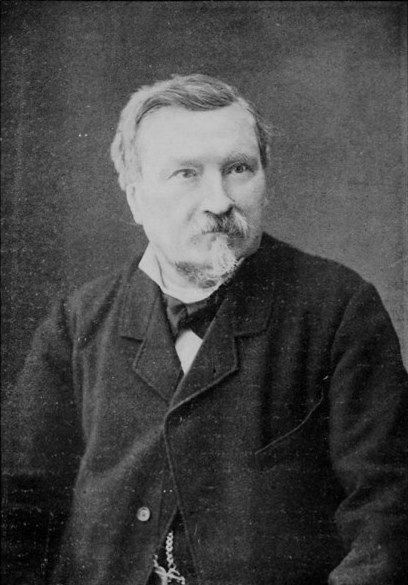
Gustave de Molinari

De Molinari had inderdaad moeite met duidelijke politieke afbakeningen. Hij sukkelde niet alleen met het onderscheid tussen liberaal en katholiek. Roderick T. Long merkte op dat de Molinari een brug probeerde te slaan naar de socialisten. De Molinari verweet socialisten dat ze dezelfde doelen nastreefden als economen (hetgeen voor de Molinari gelijkstond aan klassieke liberalen) maar dat ze er andere methodes op nahielden. Als politiek econoom wilde hij – net zoals de socialisten – overvloed en rechtvaardigheid in de maatschappij. Hij beschouwde echter het reeds geteste streven naar vrijheid als de noodzakelijke katalysator voor de rechtvaardige maatschappij. Socialisten neigden (en neigen) eerder naar georganiseerde, etatistische recepten. In zijn anoniem gepubliceerd pamflet Lettre aux socialistes (1848) was hij bereid om zijn economische ideeën op te bergen indien de socialistische argumenten onderbouwd konden worden.
Ondanks de troebele verhouding met de Liberale Partij stelde hij zich kandidaat voor de Brusselse verkiezingen van 1859. Al snel werd duidelijk dat de Molinari niet de juiste persoon was voor politiek. In een bijeenkomst op 3 juni 1859 stelde de Molinari zich voor aan de Liberale Partij. Die had twee punten van kritiek op de kandidaatstelling van Gustave de Molinari. Deze werden duidelijk gemaakt door journalist Charles Potvin. Allereerst verweten ze de Molinari’s woordkeuze. Hij stelde in zijn speech dat hij en réaction was geweest tegen het oprukkend socialisme in Frankrijk. Wij denken bijvoorbeeld aan het tijdschrift Jacques Bonhomme waarin Frédéric Bastiat, Gustave de Molinari, Charles Coquelin, Alcide Fonteyraud en Joseph Garnier het socialistisch beleid van de revolutionairen van 1848 aan de kaak stelden. Deze woordkeuze (“réaction”) werd echter niet gesmaakt door de antirevolutionaire (en zelfs socialistische) kringen die deel uitmaakten van de liberale, Brusselse elite.
Bij het horen van deze woorden, joelde de zaal de Molinari uit. Charles Potvin betrad de tribune en sprak de aanwezigen anderhalf uur lang toe. Zo zei hij onder meer:
“Nous sommes ici pour discuter les candidates: [...] la simple politesse que je dois à M[onsieur de] Molinari – que je n’ai pas l’honneur de connaître me permet de lui dire que vis-à-vis d’un corps électoral comme celui à Bruxelles, un mot parcil rend sa candidature impossible”.
Het woord "réaction" was daarentegen niet problematisch voor de leden van de Parijse Groep. Frédéric Bastiat gebruikte het woord bijvoorbeeld in een artikel van Jacques Bonhomme.
Een artikel in l’Echo du Parlement vatte de andere afkering van de Brusselse liberalen ten aanzien van de Molinari goed samen: “Le malheur de M[onsieur de] Molinari est d’avoir trouvé à Bruxelles les adversaires qu’il avait combattu à Paris.”  De Liberale Partij in België was eerder socialistische recepten genegen. Zo moest de Molinari in Parijs in contact geweest zijn met de werken van Charles Coquelin over het bankwezen. Coquelin verdedigde de stelling dat een overheid zich niet mocht mengen met het bankwezen. Hij kwam tot deze vaststelling door de voorbije conjunctuurgolven empirisch te onderzoeken. Bankencrises volgden mekaar op door monopolistische privileges toe te staan aan bepaalde banken én de toenemende reglementering die deze instellingen ondergingen.
Ook dit werd niet gesmaakt in België. Potvin in het bijzonder nam hem deze visies kwalijk. In zijn betoog tegen de Molinari spreekt hij volgende bewering uit:
“M[onsieur de] Molinari proclame ce principe: les personnes civiles ont le droit de se constituer sans l’intervention de l’Etat. [...] La personne civile vient au monde, et l’Etat enregistre [...], n’est ce pas M[onsieur de] Molinari? (de Molinari fait un signe d’approbiation) La Belgique ne se- rait-il pas exposée à une double invasion de moines et des banquieurs?”
De visie van Potvin ten aanzien van het bankwezen wijzigt regelmatig. In zijn biografie vergelijkt historicus Christoph De Spiegeleer het werk van Charles Potvin (Du Gouvernement de soi-même, La Banque Sociale) met de ideeën van Pierre-Joseph Proudhon. Proudhon ijverde voor de ‘bank van het volk’: een vennootschap waarbij het volk (de paupers van Parijs) renteloze leningen kon aangaan. De armsten zetelden zelf als bestuurders van deze vennootschap - in lijn met het Proudhoniaans anarchisme. Potvin was deze ideeën genegen en prijst de “mutualistische banken” aan in zijn magnum opus Du Gouvernement de soi-même (1877). Verder blijkt uit de woorden die Charles Potvin met de Molinari wisselde, dat hij de werken met betrekking tot banken van de utopische socialist Louis Blanc kon waarderen – hetgeen tegen het anarchisme van Proudhon indruiste. Zo achtte hij dat de overheid een regulerende rol had binnen het bankwezen. Spontane orde en vrijheid zouden ervoor zorgen dat België overspoeld werd door bankiers, aldus Charles Potvin. Om deze reden vond Louis Blanc het nodig om competitie tussen banken onderling op te heffen en een nationale overheidsbank op te richten.
In het pamflet Pourquoi j’ai retiré ma candidature, dat enkele dagen na de blamage in Brussel verscheen, kondigde de Molinari het einde van zijn politieke carrière aan. Het is des te opmerkelijker dat de Molinari deze uitslag reeds enkele jaren tevoren in zekere zin ‘voorspeld' had. In het artikel “Dialogue entre un électeur et un candidat” (1855) bekritiseerde hij stemgerechtigden die ongeïnformeerd hun eigen verantwoordelijkheid afschuiven op volgzame politici. De kiezer verwacht dat politici zich bekommeren om elk aspect van het dagelijks leven: protectionisme, armenzorg, milities, subsidies van religieuze instellingen,... maar wanneer de politicus vraagt of de kiezer belastingen wil betalen, weigert die resoluut. Wanneer de politicus hem daaropvolgend vraagt hoe hij dan al deze verantwoordelijkheden moet bekostigen, antwoordt de kiezer: “Cela vous regarde. Nous ne vous nommons pas pour autre chose”. Het schisma tussen zijn nuchtere blik en de politieke realiteit werd eens te meer duidelijk.

### Vrijhandel
De structurele breuk met de Liberale Partij betekende niet dat hij zich verstopte in zijn schrijfkamer. Integendeel, de Molinari was actief in de vrijhandelsassociaties van zowel Frankrijk als België. Voor hem gingen vrijhandel en vrede hand in hand. Bijgevolg was vrijhandel dé voorwaarde tot een meer vredevolle wereld, en vice versa. Vrede werd bereikt door pacifistische en dus vrije handelsrelaties. Denk bijvoorbeeld aan het – onterecht aan Bastiat toegeschreven – adagium
“Als goederen de grens niet oversteken, zullen soldaten dit doen”.
In Frankrijk (en België) vormden de vrijhandelsassociaties zich naar het Engelse model van de Anti-Corn Law League van Richard Cobden. Cobden was – samen met John Bright – de onofficiële leider van de Engelse Anti-Corn Law League die in 1838 gevormd was. Door vurige pleidooien in het Britse Lagerhuis slaagde het duo erin om in 1846, onder het premierschap van Robert Peel, de invoerrechten op graan op te heffen. De eerste Europese dominosteen was gevallen. Cobden en Bright werden gadegeslagen vanop de kade van het Europese vasteland. Een vrederechter met een snedige pen volgde het proces op de voet: Frédéric Bastiat. Vanuit Aquitanië was Bastiat vertrouwd geraakt met het werk van Jean-Baptiste Say en de beweging van Cobden en Bright pasten uitstekend binnen zijn discours. Hij schreef in het begin van de jaren 1840 enkele artikels over de Engelse vrijhandelsassociatie maar de kranten weigerden zijn stukken te publiceren. Bastiat schreef ook de eerste biografie over Richard Cobden. Ergens in juli 1845 overhandigde hij de biografie in Engeland persoonlijk aan Cobden. Deze ontmoeting zorgde ervoor dat Bastiat Cobdens organisatie leerde kennen. Teruggekomen in Frankrijk stichtte hij de krant Libre Echange, waarin de Molinari enkele artikels schreef, schreef hij meer artikels in de Journal des Économistes en richtte uiteindelijk in februari 1846 in Bordeaux l’Association pour la liberté des Echanges op. Door zijn pleidooi voor vrijhandel en de oprichting van deze organisaties ondervond Bastiat veel weerstand van de conservatieve pers in het geïndustrialiseerde Noord-Frankrijk. Toch kon deze tegenstand de uitbouw van l’Association in verschillende andere Franse steden als Parijs, Le Havre, Lyon en elders niet tegenhouden. Doorheen Frankrijk vormden zich lokale afdelingen die zich inzetten voor de vrijhandel.
De Molinari had Frédéric Bastiat enkele jaren tevoren leren kennen op de redactie van Le Courrier Français. Het wekt dan ook geen verwondering dat de Molinari Bastiat bijstond in zijn strijd voor vrijhandel: hij fungeerde als secretaris van de Parijse afdeling van de Association pour la liberté des Echanges. Daarnaast richtte het duo de reeds vermeldde krant Jacques Bonhomme op waarin ze het socialistische beleid na de revolte van 1848 op de korrel namen.

### Reizen
“Met vakantie ging de burgerman nog niet. Alleen de rijken trokken in de zomer naar het buitenland of naar de kust. De overigen verlieten hun gemeente slechts voor familiefeesten of begrafenissen en voor de verkiezingen. Uitzonderlijk riskeerden zij een excursie naar Oostende of een reisje naar de hoofdstad.”
Hoewel het volledig repertoire van historicus Karel Van Isacker ondertussen herzien werd door revisionistische historici, houdt dit citaat nog grotendeels stand. In het midden van de negentiende eeuw reisde de bevolking slechts sporadisch. Vaak was dit rurale circulatie waarbij de bevolking van omliggende dorpen naar de steden trok op zoek naar werk. Maar de reizen van de Molinari gingen verder dan de steden in de buurt. Gustave de Molinari bezocht alle hoeken van de wereld: Rusland, de Verenigde Staten, Canada, (de aanleg van) het Panamakanaal en de Caraïben... Ook sprak hij op de belangrijkste vredescongressen in Europa. Reizen is voor de Molinari het resultaat van vrijhandel. In zijn introductie bij de reisverslagen van Richard Cobden stelde de Molinari:
“Si la destinée des peuples était de vivre isolés, et, comme le disent les protectionnistes, indépendants de l’étranger, n’auraient-ils pas commis la plus absurde et le moins explicable des folies en dépensant, depuis un demi-siècle, une cinquantaine de milliards pour diminuer les distances et aplanir les obstacles qui les séparent?” 
Tussen februari en juli 1860 reisde de Molinari doorheen Rusland op uitnodiging van zijn vrienden binnen de redactie van de Roesski Vestnik. Hij schreef verscheidene bijdragen voor deze krant maar – zoals reeds vermeld – schikte hij zich naar de strenge censuur van het land. Deze censuur ondervond de Molinari aan den lijve. Aan de grens moest hij zijn brochures, die als materiaal voor zijn lezingenreeks dienden, afstaan. Zes weken later kreeg hij zijn materiaal terug, toen zijn lezingencyclus reeds in de helft was.
In 1876 reisde de Molinari door de Verenigde Staten en Canada. Menig recensent vreesde dat hij een zoveelste versie van Alexis de Tocquevilles De la démocratie en Amérique zou afleveren, maar de Molinari’s werk werd geprezen, voornamelijk door zijn gebrek aan vooringenomenheid. Een recensent roemt zijn werk:
“The reader, if a person of active intelligence, has probably already made the swift generalization that no Frenchman is able to see clearly or describe fairly a foreign land [...] But here is a book about this country which destroys any such hasty conclusion.”
de Molinari was lyrisch over de energie van de hardwerkende Amerikanen en Canadezen. Maar deze ijverzucht zorgde ervoor dat de Amerikanen de kunsten verwaarloosden. “De Verenigde Staten zijn in staat om excellente piano’s te bouwen maar ze brengen geen pianisten voort om deze te bespelen”, aldus de Molinari.
In Panama (1886) beschreef de Molinari de vorderingen die Ferdinand de Lesseps – de voorzitter van de Panama Canal Entreprise – maakte bij de aanleg van het kanaal.
De Molinari was bijgevolg op de hoogte van verschillende culturen, landen en de belangrijkste gebeurtenissen in de wereld tijdens zijn leven. Het zijn deze ervaringen en inzichten die ook zijn geschriften doorheen zijn loopbaan kleurden.

## Anarcho-kapitalisme
De Molinari wordt momenteel onthouden als de eerste econoom die erin slaagde een idee te ontwikkelen om de overheid volledig overbodig te maken door al haar taken uit te besteden aan de vrije markt. De Amerikaanse econoom Edward Stringham vat de theorie van de Molinari als volgt samen:
“Molinari argues that, because competition better serves the interests of consumers, there should be competition in all areas, including law. He maintains that all monopolies are coercive and argues that the natural consequence of monopoly over security is war”.
Deze idee werkte de Molinari uit in twee werken die in 1849 verschenen: Les soirées dans la rue Saint-Lazare (De avonden in de Rue Saint-Lazare zoals de vertaling van Patrick Stouthuysen in het Nederlands gaat) waarin de Molinari een fictief gesprek neerpende tussen een Conservatief, een Socialist en hijzelf als de econoom. Het andere artikel is De la production de la sécurité dat in de Journal des Économistes.

## Conspiracy of Silence
Terwijl Gustave de Molinari aan het begin van de twintigste eeuw een volledig hoofdstuk opeiste binnen de economische geschiedenis, moeten we hem in contemporaine referentiewerken terugzoeken in korte paragrafen en zelfs voetnoten – indien deze er überhaupt al zijn. Hoe valt deze ommekeer te verklaren?
Allereerst moeten de Franse (en bij aanvulling de Belgische) liberalen een mea culpa slaan. Hoewel de Fransen een liberale traditie kennen, hebben deze opvolgers weinig gemeen met de economische vrijheden waarop de klassieke Parijse School gestoeld waren. Ze zijn eerder etatistisch en anti-individualistisch ingesteld en hun interesse ligt eerder bij het uitbouwen van het laïcisme en de humanitaire vrijheden. De economische vrijheden laten ze liever links liggen. De Franse biograaf van Gustave de Molinari, Gérard Minart, vat samen:
“La France, qui se proclame fièrement pays de la liberté, pratique en la matière l’effeuillage de la marguerite: Je t’aime, un peu, beaucoup, passionnément, pas du tout... Elle aime passionnément certaines libertés, comme celles de penser, de parler, d’écrire et, surtout, de critiquer. Elle aime beaucoup pétitionner et manifester. Elle n’aime qu’un peu certaines autres libertés, comme celle de l’enseignement. Enfin, elle n’aime presque pas - et parfois pas du tout - la liberté économique.” 
Historicus Ralph Raico vond dat de economische geschiedenis te veel aandacht had besteed aan Britse drietal Smith - Ricardo - Mill. Zo stelde hij:
“As regards the nineteenth century at least, the importance of Britain in the history of liberal thought has usually been exaggerated, while the contributions of French thinkers - often notably relevant to present day concerns - have as a rule been either minimized or overlooked completely”.
Een andere mogelijke reden rond het stilzwijgen van de Molinari (en de Franse Liberale School in het algemeen) is wat Joseph Salerno “the conspiracy of silence” noemt. Zo verzwegen en minimaliseerden de negentiende-eeuwse Angelsaksische economen de Franse inzichten. Zo meenden belangrijke Ricardiaanse denkers als John Ramsay McCulloch en John Eliott Cairnes, dat de nutstheorie van de Franse liberale economen een vergissing was; dat ze ‘onwetenschappelijk’ waren; dat de economische wetenschap grotendeels progressie kende op het Angelsaksische werelddeel en dat de Fransen nauwelijks een bijdrage geleverd hebben; en dat ze de klassieke Engelse inzichten louter vertolkten en vulgariseerden.
De twintigste-eeuwse econoom Joseph Schumpeter nuanceerde het klassieke Angelsaksische perspectief ten aanzien van de Franse Liberale School. Schumpeter stelde dat het niet klopte dat de Franse Liberale School (en Say in het bijzonder) louter de klassieke inzichten van Adam Smith en David Ricardo herkauwde maar dat het werk van Say en de Franse liberale economen duidelijk ingebed was in de traditie van Richard Cantillon en Anne Robert Jacques Turgot. De Franse Liberale School legt de nadruk op nut. Niettemin meende Schumpeter dat de Franse liberale denkers (en de Parijse Groep in het bijzonder) onwetenschappelijk te werk gingen. Dit zorgde voor een wetenschappelijke verwaarlozing van deze denkers.

## Invloed
In 1913, een jaar na zijn overlijden, huldigde een anonieme Zweedse encyclopedist de Molinari als de “personificatie van vraag en aanbod.” De Molinari werd/ wordt wereldwijd gelezen en beïnvloedde talrijke economen.
Karl Marx citeerde en bestreed de Molinari onder meer op tien plaatsen in volume I van Das Kapital.
De Italiaanse socioloog en econoom Vilfredo Pareto, bekend van het door hem bedachte Pareto-optimum, zijn sociologische ‘elitetheorie’ en het Pareto-principe van inkomensverdeling, onderging de invloed van de Molinari. In persoonlijke correspondentie sprak Pareto hem steeds aan met “Cher maître”. Ook noemde hij de Molinari “il capo sul continente europeo della scuola liberale in Economia Politica” en in zijn cursus Politieke Economie aan de Universiteit van Lausanne – waar hij de leerstoel van Léon Walras overnam- citeert hij met de nodige regelmaat de werken van de Luikse econoom.
Het werk van de Molinari werd ook gesmaakt door de Amerikaanse vertaler van Proudhon, Benjamin Tucker. In zijn tijdschrift Liberty recenseerde Tucker regelmatig het werk van de Luikse econoom. Ook voor zijn omschrijving van de veiligheidsindustrie in Instead of a Book by a Man Too Busy to Write One (1893), heeft hij naar de Molinari’s definitie gekeken: 
“Defense is a service like any other services; that it is labor both useful and desired, and therefore an economic commodity, subject to the law of supply and demand.”
Naast voornoemde negentiende- en vroeg twintigste-eeuwse denkers, zijn er ook meer recente volgers. De huidige ‘volgers’ van Gustave de Molinari verzamelen zich echter niet meer aan de Rue Saint-Lazare in Parijs maar onder andere in het Mises Institute in Auburn (in de Verenigde Staten en vernoemd naar de Oostenrijkse econoom Ludwig von Mises). Het Mises Institute is een Amerikaanse denktank die de economische ideeën van de Oostenrijkse School promoot.
De Amerikaanse econoom (en medestichter van het Mises Institute) Murray Rothbard noemt de Molinari “the most unusual of the leading French economists.” Rothbard weerlegt de voornaamste argumenten die de Société d’Economie Politique uitte tegen De la production de la sécurité. Hij verweet Coquelin en Bastiat inconsistentie. De argumenten die ze tegen het werk van de Molinari brachten, weerlegden ze zelf in discussies omtrent andere sectoren van de maatschappij. Rothbard komt tot de conclusie dat de leden van de Parijse School de nieuwe visie van de Molinari niet konden vatten en daarom zijn essay slechts oppervlakkig benaderden.
De Duitse econoom Hans-Hermann Hoppe (een van de voornaamste contemporaine vertegenwoordigers van de Oostenrijkse School) gebruikt de Molinari om weerwoord te bieden aan de economen van de theorie van collectieve goederen. Zo gaan zij ervan uit dat er bepaalde goederen zijn die enkel door de overheid geproduceerd kunnen worden, doordat de vrije markt tekortschiet om deze te voorzien. Hoppe verzet zich tegen deze visie en merkt op dat de collectieve-goederen-theoretici zich in een paradox nestelen. Zij komen namelijk tot de conclusie dat er goederen zijn die onontbeerlijk zijn voor het menselijk bestaan en daardoor moet er force (belastingen) gebruikt worden tegen consumenten. Echter, zijn de alternatieve noden van de consumenten, van wie het geld en/of andere middelen afgenomen worden, niet belangrijker dan de bestemming van het weggenomen geld? Is de consument niet de beste besteder van zijn eigen middelen? Als de consument veiligheid, onderwijs,... had gewenst, zou hij toch zijn middelen op de markt besteed hebben? Hoppe concludeert: 
"By force of logical reasoning, then, one must accept Molinari’s conclusion that for the sake of consumers, all goods and services be provided by markets.”
Andere noemenswaardige (Oostenrijkse) economen zoals Bruce L. Benson en Edward Stringham hebben recent heel wat academisch werk verricht over de mogelijkheid van een gedecentraliseerd of privaat rechts- en veiligheidssysteem, waar ook de Molinari’s werk en inzichten een rol spelen.

## Varia

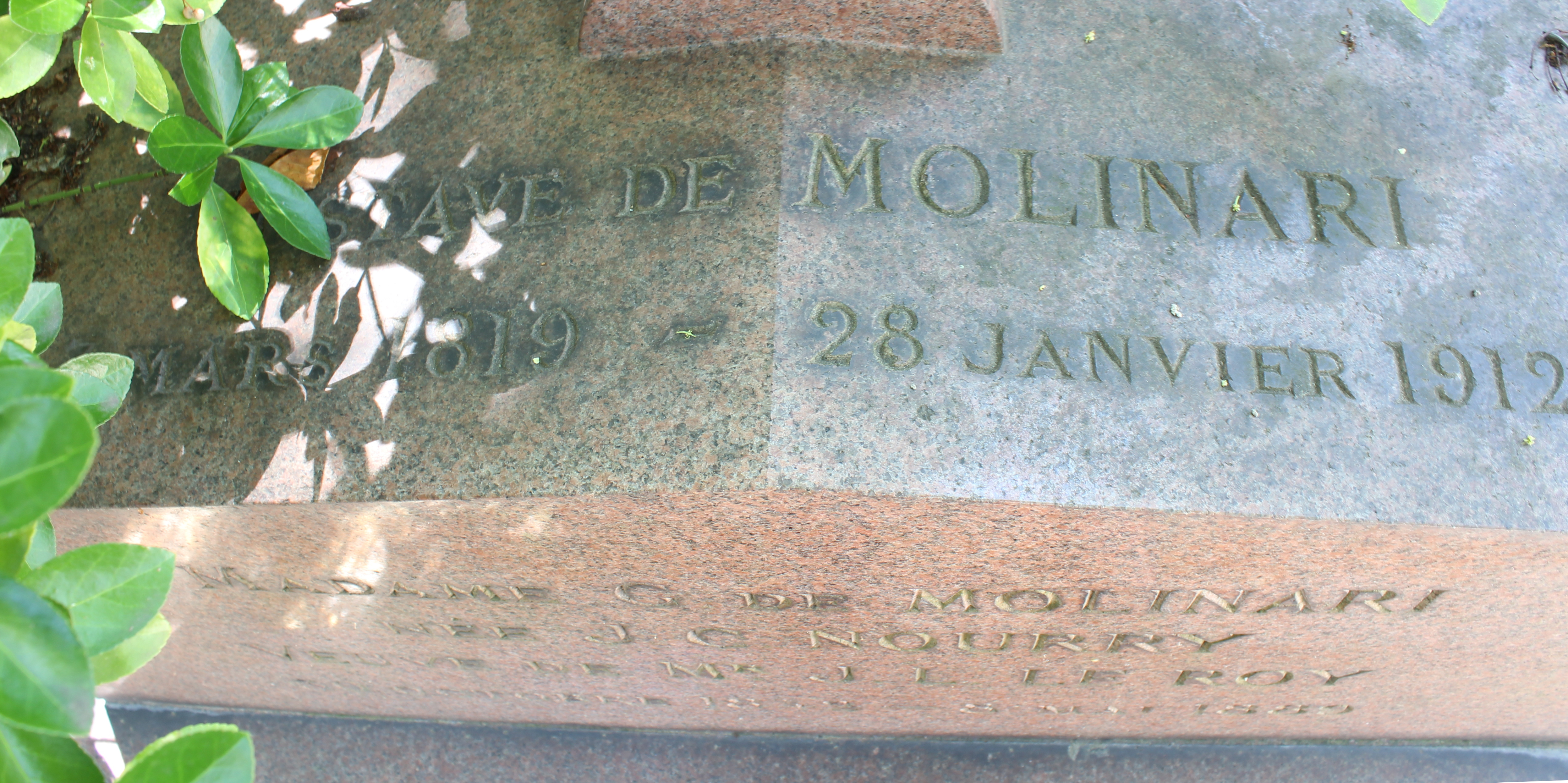
Graf van de Molinari te Parijs

De lezing die jaarlijks gehouden wordt door de laureaat van de Vrijheidsprijs van de Vlaamse klassiek-liberale vereniging Nova Civitas heet ook de (Gustave de) Molinarilezing.
De Molinari ligt begraven bij zijn in 1889 overleden echtgenote J.C.Nourry op de Cimetière du Père-Lachaise te Parijs.